# Onderhemd

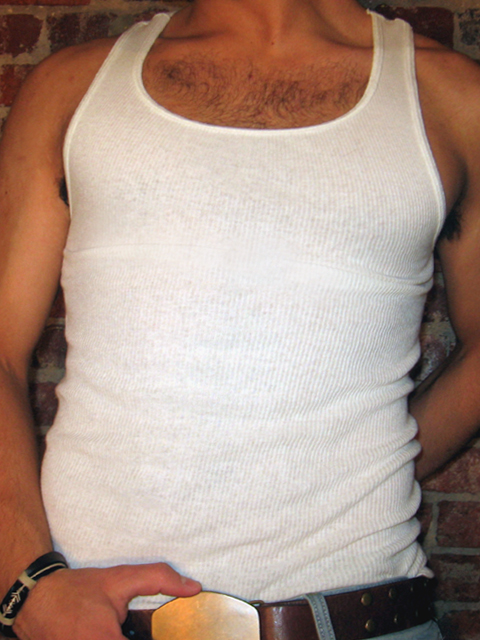
Een man met een onderhemd

Een onderhemd of hemd, in België veelal een marcelleke, en in Suriname een onderborstrok genoemd, is een stuk ondergoed dat wordt gedragen om het bovenlichaam warm te houden. Het kan mouwloos zijn of toch een mouw hebben. Een onderhemd wordt direct op de huid gedragen en eventueel onder een ander (decoratief) kledingstuk, bijvoorbeeld een overhemd of trui. Het ontstond halfweg de 19e eeuw als wollen werkkledij gedragen door arbeiders, landbouwers en later militairen onder hun kleding. Later werd een versie in katoen populair.
Een wit onderhemd gedragen zonder bovenkleding kwam in de populaire cultuur door films als A Streetcar named Desire (1951, met Marlon Brando), Le Salaire de la peur (1953, met Yves Montand) en Raging Bull (1980, met Robert De Niro). Daarna werden onderhemden, met bredere schouderbanden en met een design, ontworpen als stadskledij.

## Benamingen
Het wordt ook wel een "singlet" of "singletje" genoemd. De Engelse benaming, "tank top", die soms ook in Nederland en België gehanteerd wordt, slaat zowel op een onderhemd (onderkleding, voornamelijk voor mannen) als een topje (bovenkleding, vooral voor vrouwen).

### Marcel
De volkse benaming marcelleke is overgenomen van het Franse marcel (synoniem van débardeur). Dat woord is een merkverwatering van de firma Marcel uit Roanne die in de 19e eeuw dit type onderhemden populair maakte in Frankrijk.

### Boezeroen
Een oude naam voor op het lijf gedragen kleding is "boezeroen". Van oudsher was de boezeroen (in het Frans "le bourgeron") eigenlijk een korte kiel met lange mouwen, meestal van blauw gestreept linnen of katoen. Hij werd voornamelijk als onderkleding gedragen door ambachtslieden, zeelieden en sjouwers. Dit kledingstuk had geen kraag. Omdat dus het "gewone volk" boezeroenen droeg, werden arbeiders wel "Jan Boezeroen" genoemd. Een mager persoon werd wel aangeduid als "een boezeroen met botten".